# 0 A.D.
0 A.D. (kurz für Jahr null Anno Domini) ist ein kontinuierlich weiterentwickeltes freies Echtzeit-Strategiespiel von Wildfire Games. Zu den Schwerpunkten des Spiels zählt der Aufbau einer Wirtschafts- und Kriegsproduktion zur anschließenden Bekämpfung der Gegner. Die im Spiel enthaltenen Zivilisationen und Technologien sind in etwa von der realen historischen Entwicklung der Antike in den Jahren 500 bis 1 vor Christus beeinflusst. Das Spiel ist seit 2010 für die Betriebssysteme Windows, macOS und Linux verfügbar. Obwohl es momentan von den Entwicklern noch als Alphaversion veröffentlicht wird, lassen sich bereits vollständige Einzel- und Mehrspielerpartien absolvieren. Das „Jahr null“, das in historischen Kalendern nicht vorkommt, wurde als Name gewählt, um die Fiktion der im Spiel dargestellten Szenen zu betonen. Das Spiel beinhaltet zudem einen Karteneditor namens Atlas.

## Spielprinzip
0 A.D. handelt von der wirtschaftlichen Entwicklung und Kriegsführung. Das Spiel folgt dabei den gängigen Echtzeit-Strategie-Prinzipien wie dem Aufbau einer Basis, dem Sammeln von Rohstoffen, der Schulung einer Armee und der Erforschung von Technologien. Das Spiel beinhaltet spezifisch für jede Zivilisation unterschiedliche Land- und Marineeinheiten, Gebäude sowie Technologien. Dabei wurde vor allem auf historische Korrektheit Wert gelegt, weswegen auch keine genretypischen magischen Einheiten existieren. Zudem verfügt jede Zivilisation über ein „Wunder“ – ein teures, großes, nur einmalig errichtbares Gebäude.

### Einheiten
Das Spiel stellt dem Spieler eine Reihe von verschiedenen Einheiten zur Verfügung, die alle individuell oder in Gruppen gesteuert werden können. Zu Beginn einer Partie stehen hauptsächlich Bürgerinnen zur Verfügung, die für die Rohstoffgewinnung und den Bau einfacherer Gebäude eingesetzt werden können. Die Bürgerinnen sind praktisch nutzlos im Kampf, können aber am effektivsten Nahrung gewinnen und die männliche Bevölkerung zum schnelleren Arbeiten motivieren. Die einfacheren „Bürger“-Soldaten können für dieselben Aufgaben wie die Bürgerinnen eingesetzt werden, aber zusätzlich noch komplexere Gebäude wie Kasernen und Schmieden errichten und etwas effektiver Metall und Stein abbauen. Militärisch über den Stadtsoldaten stehen die „Gardisten“, vollwertige Soldaten der Kavallerie und Infanterie, die sehr effektiv im Kampf sind, jedoch keine zivilen Aufgaben übernehmen können. Einen Sonderstatus nehmen dabei die Heiler ein, die nur eine geringe Kampfstärke besitzen, aber nahe verwundete Einheiten heilen können. Zudem ist es dem Spieler gestattet, einen einzelnen Helden auszubilden, wobei für jede Zivilisation drei verschiedene Helden zur Auswahl stehen, aber nur einer von ihnen gewählt werden kann. Erst wenn der Held gefallen ist, kann einer der anderen beiden ausgebildet werden. Jeder Held kann nur einmal im Spiel ausgebildet werden. Dieser Held hat allen anderen Einheiten überlegene militärische Stärke und gewährt den umliegenden Einheiten bestimmte Boni. Die Helden sind an historisch real existierende Personen angelehnt, meist Feldherren oder Herrscher.

### Rohstoffe
Es gibt die vier Rohstoffe Holz, Stein, Metall und Nahrung. Das Metall wird dabei genreuntypisch nicht separat nach Element (zum Beispiel Eisen oder Gold) unterschieden. Bis auf einige Formen der Nahrung regenerieren sich einmal abgebaute Rohstoffe nicht. Holz wird durch Baumfällen gewonnen, Stein und Metall lassen sich aus entsprechenden Ablagerungen in der Landschaft direkt abbauen. Die Nahrungsgewinnung ist im Allgemeinen mehrstufig. Zunächst müssen Felder angelegt, Fischerboote produziert oder Tiere gezüchtet werden, die anschließend zur Nahrungsgewinnung benutzt werden können. Zu Beginn des Spiels stehen jedoch meist auch einige jagbare wilde Tiere sowie einmalig aberntbare Beerensträucher bereit. Zusätzlich benötigen die Bewohner Wohnraum, der durch Errichtung von Wohngebäuden bereitgestellt wird.
Die Errichtung von Gebäuden benötigt vorwiegend Holz und Stein, selten jedoch auch Metall. Die Ausbildung von Soldaten und Arbeitern sowie die Tierzüchtung benötigt dagegen hauptsächlich Nahrung sowie gegebenenfalls eine waffenspezifische Komponente, wie zum Beispiel Holz für Speere oder Metall für Schwerter.

### Technologien
Die erforschbaren Technologien orientieren sich stark an den realen historischen Entdeckungen und sind teilweise von der gespielten Zivilisation abhängig. Deren Erforschung verbessert im Allgemeinen permanent eine oder mehrere Eigenschaften im Verlauf des Spiels. Dazu zählen zum Beispiel der Schaden, den Einheiten im Kampf verursachen, die Ausbildungsdauer von Einheiten oder die Widerstandsfähigkeit von Gebäuden. Eine genreuntypische spielerische Besonderheit ist, dass der Spieler sich bei einigen erforschbaren Technologien für eine aus mehreren entscheiden muss.
Eine besondere Form der Technologieerforschung sind die drei „Phasen“, in dem sich eine Siedlung befinden kann. Eine Siedlung kann vom Dorf über die Stadt bis zur Großstadt aufsteigen, wodurch jeweils weitere Gebäudetypen zur Verfügung gestellt werden und sich der Einflussbereich der Siedlung erhöht. Insbesondere der Bau der Wunder setzt voraus, dass sich die Siedlung des Spielers bereits zur Großstadt entwickelt hat.

### Diplomatie und Handel
Es existieren neben der militärischen Auseinandersetzung verschiedene Möglichkeiten, mit den Mitspielern zu interagieren. Zwei Spieler können friedlich, neutral oder feindlich gesinnt sein. Die Gesinnung kann während des Spiels geändert werden. Bei feindlicher Gesinnung führt jede Konfrontation automatisch zu einem Kampf. Bei neutraler Gesinnung ignorieren sich die Einheiten und es ist keinerlei Interaktion möglich. Bei friedlicher Gesinnung ist es möglich, die Gebäude des anderen Spielers teilweise mitzunutzen, beispielsweise um die eigenen Arbeiter im Falle eines Angriffes durch einen dritten Spieler in den Gebäuden zum Schutz unterzubringen. Auch der Handel ist dann möglich. Durch Errichtung eines Marktes und Ausbildung von Händlern bzw. dem Bau von Handelsschiffen, ist es dem Spieler möglich, zusätzliche Rohstoffe zu erhalten. Dazu muss der Händler lediglich vom eigenen zum befreundeten Markt und wieder zurück reisen. Die Rohstoffe werden dabei praktisch aus dem Nichts erzeugt. Der befreundete Markt kann prinzipiell auch ein eigener Markt sein, bei Handel mit dem Markt eines Verbündeten ist jedoch der Ertrag höher. Es ist weiterhin möglich, unabhängig von der Gesinnung, einem Spieler Rohstoffe ohne Gegenleistung zu schenken.
Zusätzlich existiert die Möglichkeit des Tauschhandels, der verhindern soll, dass ein Spieler im Laufe des Spiels ganz ohne einen bestimmten Rohstoff auskommen muss, sobald alle natürlichen Vorkommen erwirtschaftet sind. Dazu ist kein Mitspieler nötig, sondern der Spieler kann einen Teil seiner Rohstoffe mit Mengenverlust gegen einen anderen Rohstoff eintauschen, beispielsweise 100 Steine gegen 80 Metall. Der Mengenverlust steigt beim wiederholten Tauschhandel stetig an, sodass diese Form der Rohstoffgewinnung mit der Zeit unrentabel wird und nur in Notfällen eingesetzt werden sollte.

### Zivilisationen
0 A.D. ermöglicht es dem Spieler, eine von dreizehn altertümlichen Zivilisationen aus der Antike zu steuern, die jeweils besondere Fähigkeiten und Einheiten besitzen sowie optische Unterschiede aufweisen. Die folgende Tabelle listet die spielbaren Zivilisationen zusammen mit den wichtigsten Besonderheiten und einem Bild der Gebäude auf.
| Zivilisation | Besonderheiten | Wunder                        | Helden                                                                                               | Bild |
| ------------ | --- | ----------------------------- | --- | ---- |
| Athener      | - Gymnasion, stärkste Flotte der Hellenen | Parthenon                     | - Themistokles - Perikles - Iphikrates                                                               |      |
| Britonen     | - Können Streitwagen bauen und Kampfhunde ausbilden | Stonehenge                    | - Caratacus - Cunobelinus - Boudicca                                                                 |      |
| Gallier      | - Schwere Schwertkämpfer und Kavallerie | Stonehenge                    | - Vercingetorix - Brennus - Viridomarus                                                              |      |
| Iberer       | - Falarika, günstige Pferdezucht, Elitekrieger | Cancho Roano                  | - Viriathus - Karos - Indibilis                                                                      |      |
| Karthager    | - Stärkste Mauern im Spiel, beste Handelsbeziehungen - Spezielle Einheiten: Kriegselefanten, Heilige Schar                                                                  | Tempel von Baal-Hammon        | - Hannibal - Hamilkar Barkas - Maharbal                                                              |      |
| Makedonen    | - Makedonische Phalanx, Belagerungstürme | Parthenon                     | - Philipp II. - Alexander der Große - Demetrios I. Poliorketes                                       |      |
| Mauryaner    | - Bogenschützen haben höchste Reichweite im Spiel, Edikte des Ashoka, Wootz - Spezielle Einheiten: Elefanten (sowohl für Arbeit als auch Krieg rüstbar)                     | Der große Stupa von Sanchi    | - Chandragupta Maurya - Ashoka - Chanakya                                                            |      |
| Perser       | - Beste Händler im Spiel, Satrapien, Apadana, können im Marstall alle Arten von Kavalleristen ausbilden                                                                     | Hängende Gärten der Semiramis | - Kyros II. - Dareios I. - Xerxes I.                                                                 |      |
| Ptolemäer    | - Leuchttürme - Stärkste Flotte im Spiel | Tempel von Edfu               | - Ptolemaios I. - Ptolemaios IV. - Kleopatra VII.                                                    |      |
| Römer        | - Stärkste Belagerungswaffen im Spiel, Belagerungswälle, können sämtliche Bergwerkstechnologie erforschen - Spezielle Einheiten: Hastati (stärkste Schwertkämpfer im Spiel) | Kapitolinischer Tempel        | - Quintus Fabius Maximus Verrucosus - Marcus Claudius Marcellus - Publius Cornelius Scipio Africanus |      |
| Seleukiden   | - Kleruchien | Apollontempel                 | - Seleukos I. - Antiochos III. - Antiochos IV.                                                       |      |
| Spartaner    | - Stärkste Nahkämpfer der Hellenen, können keine Steinwälle bauen, Syssitien                                                                                                | Parthenon                     | - Leonidas I. - Brasidas - Agis III.                                                                 |      |
| Kuschiten    | - Bogenschützen haben höchste Reichweite im Spiel | Amuntempel                    | - Nastasen - Ergamenes - Amanirenas                                                                  |      |
| Han          | | Mingtang Biyong               | - Han Xin - Liu Bang - Wei Qing                                                                      |      |

## Karteneditor

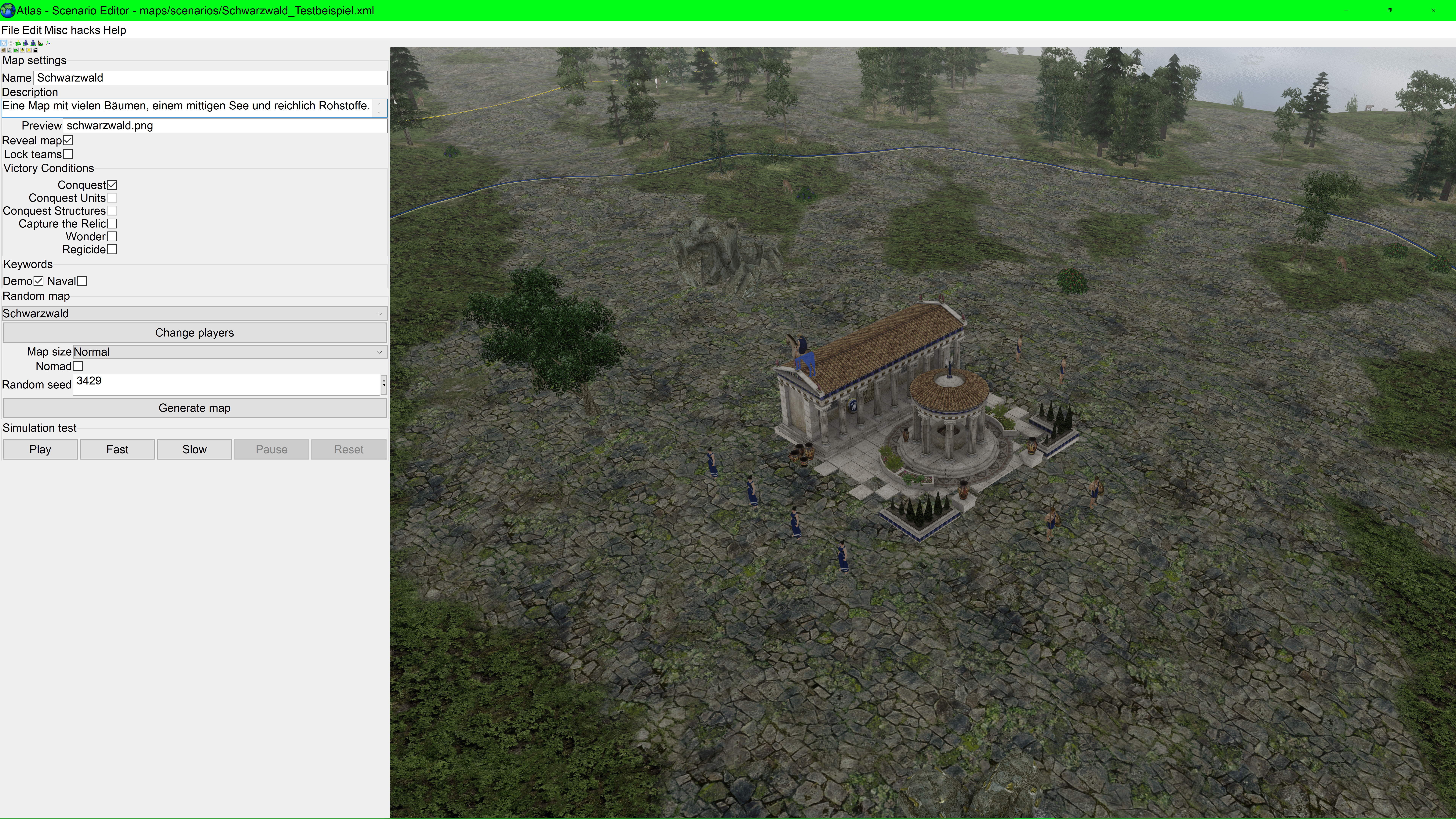
Atlas, der Karteneditor

Das Spiel verfügt über einen komplett grafischen Karteneditor namens Atlas, der in der Lage ist, vollständige Karten inklusive Terrain, Wasser, wilden Tieren und den vorhandenen Völkern zu erstellen. Der Spieler kann sich somit zusätzlich zu den standardmäßig vorhandenen Karten eigene Szenarien erstellen und diese anschließend auch mit anderen Spielern teilen.

## Modifikationen
Zudem lässt sich das Spiel durch Mods umfänglich erweitern oder verändern. Auf diese Weise können die Spieler eigene Grafiken, Soundeffekte, künstliche Intelligenzen und Spielmechaniken zum Spiel hinzufügen bzw. vorhandene ersetzen, ohne den eigentlichen Kern des Spiels verändern oder tiefergehende Programmierkenntnisse besitzen zu müssen. Zur einfachen Verwaltung von Mods steht eine grafische Benutzeroberfläche zur Verfügung, die alle online verfügbaren Mods anzeigt und deren Aktivierung bzw. Deaktivierung erlaubt.

## Rezeption
Trotz der großen Gemeinsamkeiten sei 0 A.D. deutlich historischer als das Vorbild Age of Empires. Die verschiedenen Fraktionen spielen sich tatsächlich anders und besitzen nicht nur andere Gebäudearchitekturen. Es gäbe jedoch Probleme mit der Wegfindung und der Performance. Trotz der Alpha-Phase lasse es sich bereits gut spielen. Die Detailtreue sowohl bei den historischen Anlehnungen als auch der grafischen Gestaltung sei bemerkenswert. Es wurde pädagogisch als ab 10 Jahren geeignet beurteilt.

### Auszeichnungen
Seit 2008 schafft es 0 A.D. durchgängig jährlich zu einem der 100 besten Mods und Independents auf Mod DB bzw. Indie DB gewählt zu werden. Dort gewann das Spiel zudem 2009 den dritten und 2012 den zweiten Platz für die Player’s Choice Upcoming Indie Game of the Year und wurde 2010 und 2013 dabei lobend erwähnt. Im Juni 2012 war es Projekt des Monats auf SourceForge. Im Februar der Jahre 2014 und 2016 wurde das Spiel als Open Source Game of the Year for 2013 bzw. 2015 ausgezeichnet.

## Entwicklung

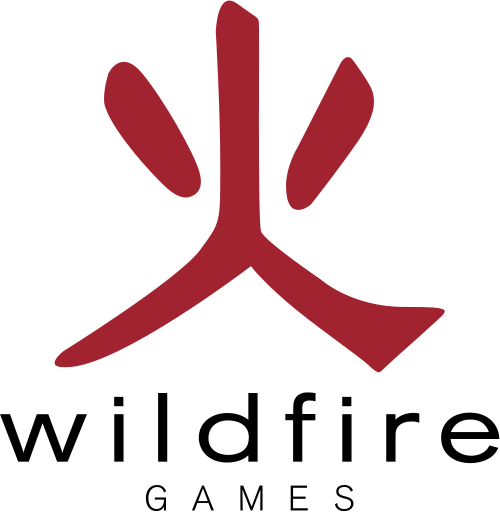
Logo von Wildfire Games

Das Konzept von 0 A.D. begann im Jahr 2000 ursprünglich als eine Modifizierung für das Strategiespiel Age of Empires II: The Age of Kings, das Team entschied sich jedoch im Jahr 2003, ein eigenständiges Spiel auf Basis ihrer Ideen zu schaffen. Als Maßstab für das Projekt galten die vertrauten Regeln und Prinzipien des Echtzeit-Strategiespiel-Genres. Bei den dargestellten Inhalten legten die Entwickler Wert auf historische Genauigkeit, die das Spielerlebnis des Nutzers jedoch nicht behindern solle. Die offene Struktur des Projekts und die einfachen Modifizierungsmöglichkeiten sollten es zudem attraktiv für die Entstehung einer großen Online-Community machen, die die Langlebigkeit und die Wiederspielbarkeit des Spiels erhöhen soll.

### Open-Source-Freigabe
Im Juli 2009 wurde der Quelltext unter der GNU General Public License veröffentlicht. Wildfire Games veröffentlichte neben dem Programmcode die Grafik- und Audiodaten unter der Creative-Commons-Lizenz „CC-by-sa“ bereit. 2010 wurden die ersten spielbaren Programmversionen veröffentlicht, die seither kontinuierlich weiter verbessert und freigegeben werden. Während der gesamten bisherigen Entwicklungszeit trugen viele Freiwillige auf unterschiedliche Weise, zum Beispiel durch Mitarbeit an der Entwicklung des Quellcodes, finanzielle Spenden oder Entwurf von Grafiken und Animationen zu dem Projekt bei.

### Finanzierung
Wildfire Games finanziert die Kosten für die Webserver hauptsächlich aus Spenden, die von der gemeinnützigen Organisation Software in the Public Interest verwaltet werden. Die Entwicklung des Spielcodes wird von unbezahlten Freiwilligen getragen.
In den 45 Tagen vom 5. September bis zum 20. Oktober 2013 wurde für das Spiel zudem eine Crowdfunding-Kampagne auf der Plattform Indiegogo angesetzt. Ziel war es, Geld für die zeitweilige Einstellung eines professionellen Programmierers zu sammeln, der in Vollzeit an dem Spiel arbeitet. Die Kampagne war auf 160.000 US-Dollar ausgelegt, insgesamt kamen schließlich 33.251 US-Dollar zusammen, wovon ein Programmierer eingestellt werden soll. Bis September 2018 wurde das Geld jedoch noch nicht dafür verwendet.
2019 wurde der vorher verwendete Flattr-Account aufgrund zu geringer Einkommen (nur 2 USD) geschlossen. Anfang 2020 besaß das Projekt ca. 35.000 USD, was einen leichten Anstieg im Vergleich zu den vorherigen Jahren darstellt und vom Projekt so bewertet wurde, dass die Finanzen als stabil angesehen werden.

### Versionsgeschichte
Neue Versionen werden in der Regel alle paar Monate veröffentlicht. Die Alphaversionen bekommen dabei einen thematisch passenden Namen, der so gewählt wird, dass dessen Anfangsbuchstabe der Buchstabe ist, der im Alphabet an der der Versionsnummer entsprechenden Stelle steht. Die folgende Tabelle listet alle bisher erschienenen Versionen mit einer Zusammenfassung der großen Neuerungen auf. Kontinuierliche Änderungen, die in jede Version einfließen, wie Fehlerbehebungen, verbesserte Grafikeffekte und Weiterentwicklung vorhandener Funktionen, werden dabei jedoch nicht aufgeführt.
| Version                                                | Name          | Veröffentlichung | Zusammenfassung der Neuerungen |
| ------------------------------------------------------ | ------------- | ---------------- | --- |
| Alpha 1                                                | Argonaut      | 16. Aug. 2010    | Erste öffentliche und spielbare Alphaversion |
| Alpha 2                                                | Bellerophon   | 19. Okt. 2010    | Siegbedingungen, Nebel des Krieges, neue grafische Benutzeroberfläche, Einheitengruppierung |
| Alpha 3                                                | Cerberus      | 11. Dez. 2010    | Spielstatistiken, Krieger können Gebäude besetzen |
| Alpha 4                                                | Daedalus      | 12. März 2011    | Künstliche Intelligenz (KI) |
| Alpha 5                                                | Edetania      | 20. Mai 2011     | Neues Volk: Iberer, Zufallskartengenerator |
| Alpha 6                                                | Fortuna       | 10. Juli 2011    | Neue Einheitenbefehle |
| Alpha 7                                                | Geronium      | 17. Sep. 2011    | Neues Volk: Karthager, dynamisches Territorium, neues Hauptmenü |
| Alpha 8                                                | Haxāmaniš     | 1. Dez. 2011     | Neues Volk: Perser, Laden und Speichern von Einzelspielerpartien, Rohstofftauschsystem |
| Alpha 9                                                | Ides of March | 15. März 2012    | Neues Volk: Römer, Märkte mit Händlern, stark erweitertes Kampfsystem |
| Alpha 10                                               | Jhelum        | 16. Mai 2012     | Neue Völker: Athener, Spartaner und Makedonen ersetzen Hellenen, Technologieerforschung |
| Alpha 11                                               | Kronos        | 7. Sep. 2012     | Neue Völker: Brittonen und Gallier ersetzen Kelten, verschließbare Tore für Mauern |
| Alpha 12                                               | Loucetios     | 16. Dez. 2012    | Diplomatie, Heldeneinheiten |
| Alpha 13                                               | Magadha       | 2. Apr. 2013     | Neues Volk: Mauryaner, Künstliche Intelligenz unterstützt verschiedene Schwierigkeitsgrade |
| Alpha 14                                               | Naukratis     | 4. Sep. 2013     | Neues Gebäude: Schmied, Feinanpassung diverser Spielmechaniken |
| Alpha 15                                               | Osiris        | 24. Dez. 2013    | Neues Volk: Ptolemäer, Gefechtskarten, Mehrspielerlobby |
| Alpha 16                                               | Patañjali     | 17. Mai 2014     | Neues Volk: Seleukiden, Übersetzung in viele Sprachen, erweiterte oder überarbeitete Menüs |
| Alpha 17                                               | Quercus       | 12. Okt. 2014    | Einheiten: Stärken angepasst, besetzen nun Mauern, Ereignissystem, Modverwaltungs-Menü |
| Alpha 18                                               | Rhododactylos | 13. März 2015    | Spielmodus „Nomade“ (anfangs nur Arbeiter), Technologiebaum, weniger Rechenleistung nötig |
| Alpha 19                                               | Syllepsis     | 26. Nov. 2015    | Partieaufzeichnung, bessere Wegfindung, Waffenruhe, Gebäude und Kriegsmaschinen erobern |
| Alpha 20                                               | Timosthenes   | 31. März 2016    | Neue Karten, überarbeitete Menüs, Multiplayer: erweiterte Spielbeobachtung und Lobby |
| Alpha 21                                               | Ulysses       | 8. Nov. 2016     | Einheiten und Gebäude aufrüstbar, Seleukiden überarbeitet, neue Karten und Spielmodi |
| Alpha 22                                               | Venustas      | 26. Juli 2017    | Verbesserte Grafiken, neue Karten, Spionage, KI stark verbessert |
| Alpha 23                                               | Ken Wood      | 17. Mai 2018     | Neues Volk: Kuschiten, Mod-Downloads, neue Anzeigen im Spiel, neue Karten, Begleitschaden |
| Alpha 23b                                              | Ken Wood      | 23. Dez. 2018    | Fehler- und Sicherheitskorrekturen, Anpassung der Datenschutzbestimmungen an DSGVO |
| Alpha 24                                               | Xšayāršā      | 20. Feb. 2021    | Statuseffekte für Einheiten, passwortgeschützte Onlinespiele in der Lobby, Kartenübersicht, 7 neue Karten |
| Alpha 25                                               | Yaunā         | 8. Aug. 2021     | Verbesserung der Wegfindung, Performanz und GUI |
| Alpha 26                                               | Zhuangzi      | 24. Sep. 2022    | Zivilisation Han, zwei neue Kampagnenkarten, Einheitenbeschleunigung, Musik und Grafiken |
| Alpha 27                                               | Agni          | 27. Jan. 2025    | Der Vulkan-Renderer, GPU-Skinning, neue Spielerplatzierungen in bestimmten Zufallskarten, neue Schiffstypen (Rammschiffe, Belagerungsschiffe, Pfeilschiffe), Seiten mit Tipps und Tricks, Mehrspieler-Savegames, verbessertes UI, neue Zufallskarten |
| Legende:Alte VersionAktuelle VersionZukünftige Version |               |                  | |

1. 1 2  Ken Wood war ein Entwickler des Spiels, der 2006 an Krebs verstarb.

### Technik
Das Spiel benutzt die eigens dafür entwickelte Spiel-Engine Pyrogenesis, die wie auch alle verwendeten externen Programmbibliotheken frei zugänglich ist. Der Name setzt sich zusammen aus dem griechischen pyr „Feuer“ und genesis „Entstehung“. Der Kern der Engine ist in C++ unter Verwendung von Boost und SDL geschrieben und umfasst viele hunderttausend Zeilen Quelltext. Als Skriptsprache wird JavaScript (mittels SpiderMonkey), für die Beschreibung der Einheiten und Gebäude XML und JSON verwendet. Die grafische Ausgabe wird per OpenGL, die Audioausgabe per OpenAL realisiert, wobei die Audiodaten in Vorbis kodiert werden. Für den Multiplayermodus kommt ein Peer-to-Peer-System zum Einsatz, wodurch die Mehrspielerpartien keinen zentralen Server benötigen. Es existiert jedoch eine in XMPP realisierte und im Spiel aufrufbare „Mehrspielerlobby“, in der sich Spieler zu Partien verabreden können und somit nicht auf externe Kommunikation wie E-Mail oder soziale Medien angewiesen sind. Der dafür nötige XMPP-Server wird von Wildfire Games bereitgestellt.